# Федеральное архивное агентство
Федеральное архивное агентство Российской Федерации (Росархив) — федеральный орган исполнительной власти, осуществляющий функции по выработке и реализации государственной политики и нормативно-правовому регулированию в сфере архивного дела и делопроизводства, а также по контролю, оказанию государственных услуг и управлению федеральным имуществом в этой сфере.
Руководство деятельностью Росархива осуществляет Президент России. Правительство России в соответствии с указами, распоряжениями и поручениями Президента России координирует деятельность Росархива.

## История
Федеральная архивная служба России является правопреемницей архивных администраций Советского Союза и РСФСР, существовавших в советское время.
Декрет от 1 июня 1918 года «О реорганизации и централизации архивного дела», подписанный В. И. Лениным, предусматривал создание Главного управления архивным делом (ГУАД или Главархив) при Наркомате просвещения РСФСР — первого в истории России органа управления централизованным архивным делом. Его основной функцией было управление так называемым Единым государственным архивным фондом (ЕГАФ), формирование и проведение единой архивной политики.
Архивы оставались в ведении Наркомпроса до 26 ноября 1921 г., когда было издано постановление Президиума ВЦИК о переводе ГУАД из Наркомпроса в ведение ВЦИК. После принятия новой Конституции РСФСР Президиум ВЦИК утвердил Положение о Центральном архиве (Центрархиве) РСФСР (30 января 1922 года). Архивной системой вместо ГУАД стало руководить Управление Центральным архивом при ВЦИК РСФСР. В его обязанности входило общее управление, планирование и контроль в области архивного дела на территории Российской Федерации, а также прямое руководство всеми московскими и петроградскими центральными государственными архивами. Круг источников комплектования государственных архивов был сужен до правительственных учреждений.
28 января 1929 года ВЦИК и СНК РСФСР утвердили положение об архивном управлении РСФСР. Архивные учреждения РСФСР стали подведомственны Центральному архивному управлению РСФСР (ЦАУ РСФСР). Оно состояло при ВЦИК, подчиняясь непосредственно его Президиуму. На ЦАУ РСФСР возлагалось общее руководство архивным делом в республике, а также непосредственное управление всеми центральными госархивами республики. Тогда же ЕГАФ был переименован в Государственный архивный фонд (ГАФ).
В том же 1929 году происходят изменения в организации архивного дела на союзном уровне. При ЦИК СССР было создано Центральное архивное управление Союза ССР (ЦАУ СССР). Согласно постановлению ЦИК и СНК СССР от 10 апреля 1929 г. «О Центральном архивном управлении Союза ССР» ЦАУ создавалось для общего управления и объединения деятельности центральных архивных управлений союзных республик по заведованию фондами общесоюзного значения. С этого времени архивы Российской Федерации стали отличать от так называемых центральных государственных архивов всесоюзного значения.
К 1935 году в ведении ЦАУ СССР находилось пять союзных архивов: Центральный архив Красной Армии (ЦАКА), Военно-исторический архив (ВИА), Центральный фотофонокиноархив (ЦФФКА), Центральный архив профдвижения (ЦАПД), Государственный архив внешней политики (ГАВП). Однако ряд центральных государственных архивов, также хранивших документы общесоюзного значения, продолжали находиться в ведении ЦАУ РСФСР: Центральный архив Октябрьской революции (ЦАОР), Центральный архив революции (ЦАР), Государственный архив феодально-крепостнической эпохи (ГАФКЭ), Центральный межевой архив, Архив народного хозяйства, культуры и быта и др. Эта структура органов управления архивным делом просуществовала до принятия Конституции 1936 г., согласно которой правительственные органы вновь были реорганизованы и усилен контроль со стороны органов безопасности над архивами.
Логическим завершением этого процесса стало Постановление Президиума Верховного Совета СССР, принятое в 1938 г. Государственные архивы страны были переданы в ведение НКВД СССР и, таким образом, центральные и местные органы управления архивным делом потеряли свой независимый статус. ЦАУ СССР было преобразовано в Главное архивное управление (ГАУ) НКВД СССР. Постепенно в непосредственное подчинение последнего перешли важнейшие комплексы документов, которые образовали сеть центральных государственных архивов общесоюзного значения (ЦГАОР, ЦГАКА, ЦГАВМФ, ЦГАКФФД, ЦГИАЛ, ЦГИАМ, ЦГВИА и его филиал, ЦГАДА, ЦГЛА). К категории общесоюзных фондов были причислены и фонды центральных правительственных учреждений РСФСР, а также сеть центральных и местных архивов РСФСР. НКВД стал министерством внутренних дел (МВД) в 1946 г., соответственно изменилось и название архивного ведомства — ГАУ МВД СССР. Республиканская архивная администрация в РСФСР была организована заново только в 1955 г., когда в составе Министерства внутренних дел было образовано Архивное управление (с 1960 г. — ГАУ РСФСР).
В 1960 году, когда архивная отрасль была передана в ведение Совета Министров СССР, статус главного органа управления архивным делом вновь был повышен и он стал называться Главное архивное управление при СМ СССР (ГАУ при СМ СССР или Главархив СССР). В 1961 г. Правительство утвердило Положение о Главном архивном управлении и сети центральных государственных архивов СССР. Согласно этому Положению, ГАУ СССР — общесоюзный орган для научного и организационно-методического руководства архивным делом в стране. В Положении была закреплена командно-административная модель управления отраслью, сложившаяся в предыдущий период. До 1991 г. ГАУ СССР контролировало административные, финансовые, научно-методические, технические и многие иные направления деятельности государственных архивов всего Советского Союза.
В непосредственном ведении Главного архивного управления при Совете Министров РСФСР (ГАУ при СМ РСФСР), созданного также в 1960 г. на базе Архивного управления МВД РСФСР, находились центральные государственные архивы РСФСР. Другими государственными архивами Главархив РСФСР руководил через архивные отделы (управления) республик, краев и областей.
В период определения своего суверенитета республиками бывш. СССР, 5 ноября 1990 г. на базе Главархива РСФСР был создан административный орган управления — Комитет по делам архивов при Совете Министров РСФСР (Роскомархив), — отвечающий за государственные архивы на всей территории Российской Федерации. После провала путча в августе 1991 г. президент Б. Н. Ельцин издал указ о передаче всех документов КПСС и КГБ СССР в ведение Роскомархива. На основе документов ЦК КПСС было создано два новых государственных архива — РЦХИДНИ (бывший Центральный партийный архив) и ЦХСД (бывший текущий архив ЦК КПСС). Однако, основная часть документации КГБ до сих пор находится в самостоятельных ведомственных архивах.
Согласно постановлению Совета Министров РСФСР от 12 октября 1991 г. Роскомархив получил в свое ведение находившиеся на территории РСФСР бывшие союзные центральные государственные архивы, ранее подчиненные Главархиву СССР, а также административные функции, подведомственные учреждения и научно-исследовательские организации последнего, его материально-техническую и финансово-экономическую базу в пределах Российской Федерации. Постановление было введено в действие только в начале 1992 г. Тогда же материалы архива бывшего Политбюро ЦК КПСС вошли составной частью в Архив Президента России.
В связи с распадом СССР в конце 1991 г. с января 1992 г. происходит реорганизация сети государственных архивов России. Административные и архивные функции Роскомархива по отношению к вновь образованным архивам федерального уровня были закреплены в Постановлении Правительства от 24 июня 1992 г.. Оно определяло, что Комитет по делам архивов при Правительстве Российской Федерации (Роскомархив) является федеральным органом государственного управления, который осуществляет государственную политику в области архивного дела. Это Постановление также подтвердило реорганизацию сети государственных архивов федерального уровня, находящихся в прямом подчинении Роскомархива, а четыре из них получили определение «центров», хотя они функционировали как архивы.
Президентский указ (подписанный Б. Н. Ельциным 30 сентября 1992 г.) преобразовывал Роскомархив в Государственную архивную службу России (Росархив). Права и обязанности нового органа закреплены в правительственном постановлении от 22 декабря 1992 г. и «Основах законодательства Российской Федерации об Архивном фонде Российской Федерации и архивах», принятых в июле 1993 года. «Основы законодательства» стали первым в истории России архивным законом.
Современный статус государственных и негосударственных архивов России, вопросы организации их комплектования, хранения, учёта и использования документов были регламентированы в «Положении об Архивном фонде Российской Федерации», которое утверждено указом Президента Российской Федерации от 17 марта 1994 г.. Тогда же было принято новое «Положение о Государственной архивной службе России» как органе, осуществляющем государственную политику в области архивного дела.
В соответствии с указом от 14 августа 1996 г. Росархив был переименован в Федеральную архивную службу России. Новые «Правила работы пользователей в читальных залах государственных архивов Российской Федерации», изданные Росархивом, были зарегистрированы в Министерстве юстиции в конце декабря 1998 г. Они включили в себя правила доступа, копирования документов, а также условия работы во всех архивах России.
Новым Указом в марте 1999 года сеть федеральных архивов была вновь реорганизована. В настоящее время она состоит из четырнадцати архивов, тринадцать из которых находятся в Москве и Санкт-Петербурге. Российский государственный исторический архив Дальнего Востока (РГИА ДВ) после переезда из г. Томска теперь базируется во Владивостоке. Таким образом, мартовский указ, во-первых, объединил бывший комсомольский архив ЦХДМО с бывшим партийным архивом — РЦХИДНИ. Объединённый архив получил название Российского государственного архива социально-политической истории (РГАСПИ). Во-вторых, Центр хранения историко-документальных коллекций — ЦХИДК (до 1992 г. Особый архив — ЦГОА), созданный для хранения трофейных документов и бывший секретным до 1991 г., был объединен с Российским государственным военным архивом. Одновременно, Центр хранения современной документации (ЦХСД) был переименован в Российский государственный архив новейшей истории (РГАНИ).
Указом Президента России «О системе и структуре федеральных органов исполнительной власти» от 9 марта 2004 года № 314 Федеральная архивная служба России преобразована в Федеральное архивное агентство.
В соответствии с Указом Президента России от 22.06.2016 г. № 293 Федеральное архивное агентство (Росархив) является федеральным органом исполнительной власти, осуществляющим функции по выработке и реализации государственной политики и нормативно-правовому регулированию в сфере архивного дела и делопроизводства, а также по контролю, оказанию государственных услуг и управлению федеральным имуществом в этой сфере. Руководство деятельностью Федерального архивного агентства осуществляет Президент России.

### Реорганизации архивной службы
- 1918—1922 — Главное управление архивным делом при Наркомате просвещения РСФСР (ГУАД при Наркомпросе РСФСР, Главархив) (с 1921 г. — при ВЦИК)[4].
- 1922—1929 — Управление Центральным архивом при ВЦИК (Центрархив РСФСР)[4].
- 1929—1938 — Центральное архивное управление при ВЦИК (ЦАУ РСФСР, Центрархив РСФСР)[4].
- 1929—1938 — Центральное архивное управление при ЦИК СССР (ЦАУ СССР, Центрархив СССР)[4].
- 1938—1948 — Главное архивное управление НКВД СССР (ГАУ НКВД СССР, Главархив СССР).
- 1948—1960 — Главное архивное управление МВД СССР (ГАУ МВД СССР, Главархив СССР)[4].
- 1960—1991 — Главное архивное управление при Совете Министров СССР (ГАУ при СМ СССР, Главархив СССР)[4].
- 1990—1991 — Комитет по делам архивов при Совете Министров РСФСР (Роскомархив).
- 1991—1992 — Комитет по делам архивов при Правительстве РФ (Роскомархив).
- 1992—1996 — Государственная архивная служба России (Росархив).
- 1996—2004 — Федеральная архивная служба России (Росархив).
- с 2004 по настоящее время — Федеральное архивное агентство (Росархив).

### Руководители архивной службы
- 1918—1920 — Рязанов Давид Борисович.
- 1920—1932 — Покровский Михаил Николаевич.
- 1932—1937 — Берзин Ян Антонович.
- 1937—1939 (и. о.) — Мальцев Николай Владимирович.
- 1939—1947 — Никитинский Иосиф Илларионович.
- 1947—1953 — Стыров, Василий Дмитриевич.
- 1953—1954 — Мусатов, Борис Иванович.
- 1954—1956 — Матковский, Николай Васильевич.
- 1956—1972 — Белов Геннадий Александрович.
- 1972—1983 — Долгих Филипп Иванович.
- 1983—1991 — Ваганов Фёдор Михайлович.
- 1993—1996 — Пихоя Рудольф Германович[5].

## Полномочия
- Вносит Президенту России и в Правительство России проекты федеральных законов, актов Президента России и Правительства России, других документов по вопросам, относящимся к установленной сфере деятельности.
- На основании и во исполнение Конституции России, федеральных конституционных законов, федеральных законов, актов Президента России и Правительства России разрабатывает и утверждает: 1) правила организации хранения, комплектования, учёта и использования документов Архивного фонда России и других архивных документов в государственных и муниципальных архивах, музеях и библиотеках, научных организациях; 2) правила организации хранения, комплектования, учёта и использования документов Архивного фонда России и других архивных документов в государственных органах, органах местного самоуправления и организациях; 3) правила делопроизводства в государственных органах; 4) типовые функциональные требования к системам электронного документооборота и системам хранения электронных документов в архивах государственных органов; 5) примерную инструкцию по делопроизводству в государственных организациях; 6) перечни типовых архивных документов с указанием сроков их хранения, в том числе перечень типовых управленческих архивных документов, образующихся в процессе деятельности организаций, с указанием сроков их хранения и перечень типовых архивных документов, образующихся в научно-технической и производственной деятельности организаций, с указанием сроков их хранения; 7) перечень документов, образующихся в процессе деятельности кредитных организаций, с указанием сроков их хранения, а также инструкцию по применению этого перечня — совместно с Центральным банком России; 8) примерное положение о центральном архиве государственного органа, примерное положение об архиве организации; 9) типовое положение о центральной экспертной комиссии государственного органа, примерное положение об экспертной комиссии организации; 10) примерное положение об экспертно-проверочных комиссиях федеральных государственных архивов, органов исполнительной власти субъектов России, уполномоченных в области архивного дела, а также научных организаций, включенных в перечень, утверждаемый Правительством России; 11) порядок государственного учёта документов Архивного фонда России; 12) положение о ведении Государственного реестра уникальных документов Архивного фонда России; 13) порядок признания документов Архивного фонда России находящимися в неудовлетворительном физическом состоянии; 14) типовые нормы времени и выработки на работы (услуги), выполняемые (оказываемые) государственными и муниципальными архивами.
- Издает нормативные правовые акты, определяющие порядок использования архивных документов в государственных и муниципальных архивах, а также иные нормативные правовые акты по вопросам, относящимся к установленной сфере деятельности, за исключением нормативных правовых актов по вопросам, правовое регулирование которых осуществляется исключительно федеральными конституционными законами, федеральными законами, актами Президента России и Правительства России.
- Осуществляет в порядке и пределах, определённых федеральными законами, актами Президента России и Правительства России, функции и полномочия учредителя организаций, подведомственных Росархиву (далее — подведомственные организации), а также функции и полномочия собственника федерального имущества, закрепленного за этими организациями.
- На основании и в порядке, которые установлены федеральными законами, актами Президента России и Правительства России, осуществляет следующие полномочия в установленной сфере деятельности: 1) организует: хранение, комплектование, учёт и использование документов Архивного фонда России, в том числе мониторинг состояния и использования документов Архивного фонда России; информационное обеспечение деятельности Президента России и Правительства России, государственных органов и органов местного самоуправления на основе документов Архивного фонда России и других архивных документов; обеспечение в соответствии с требованиями законодательства России доступа граждан России, иностранных граждан и лиц без гражданства, государственных органов, органов местного самоуправления, организаций и общественных объединений к документам Архивного фонда России и другим архивным документам, находящимся на хранении в подведомственных организациях, в том числе с использованием информационных поисковых систем; исполнение запросов граждан России, иностранных граждан и лиц без гражданства, организаций и общественных объединений на основе документов Архивного фонда России и других архивных документов; исполнение запросов граждан России, иностранных граждан и лиц без гражданства, связанных с реализацией их законных прав и свобод, оформление в установленном порядке архивных справок, направляемых в иностранные государства; подготовку подведомственными организациями документальных публикаций, историко-документальных выставок, научно-справочных изданий на основе документов Архивного фонда России; работу подведомственных организаций по рассекречиванию в установленном порядке носителей сведений, составляющих государственную тайну; выдачу в установленном порядке заключений о возможности временного вывоза за пределы России документов Архивного фонда России; централизованное хранение страхового фонда уникальных и особо ценных документов Архивного фонда России; координацию деятельности научно-методических советов архивных учреждений федеральных округов; работу подведомственных организаций по оказанию платных услуг физическим и юридическим лицам; научно-исследовательскую и методическую работу подведомственных организаций в сфере архивного дела и делопроизводства; повышение квалификации работников подведомственных организаций, а также работников архивов и подразделений делопроизводства государственных органов; разработку, внедрение и сопровождение отраслевых и межотраслевых информационных систем, баз и банков данных, архивных справочников по фондам и документам Архивного фонда России; мониторинг процесса документообразования и объёмов документооборота в государственных органах в целях совершенствования системы управления документами;
- ведет, в том числе с использованием информационных систем: централизованный государственный учёт документов Архивного фонда России; Государственный реестр уникальных документов Архивного фонда России;
- утверждает: форму паспорта государственного архива; форму заключения о возможности временного вывоза за пределы России документов Архивного фонда России и порядок выдачи такого заключения; перечень платных услуг, оказываемых подведомственными организациями;
- осуществляет: функции главного распорядителя и получателя бюджетных ассигнований, предусматриваемых в федеральном бюджете Росархиву; бюджетные полномочия главного администратора доходов федерального бюджета; закупки товаров, работ, услуг в установленной сфере деятельности в соответствии с законодательными и иными нормативными правовыми актами России о контрактной системе в сфере закупок товаров, работ, услуг для обеспечения государственных и муниципальных нужд; оказание методической помощи по вопросам архивного дела и делопроизводства государственным органам, органам исполнительной власти субъектов России, уполномоченным в области архивного дела, государственным и муниципальным архивам, музеям и библиотекам, а также научным организациям, включенным в перечень, утверждаемый Правительством России; согласование списков источников комплектования федеральных государственных архивов; согласование перечней документов, образующихся в процессе деятельности государственных органов, подведомственных им организаций и кредитных организаций, с указанием сроков их хранения, а также примерных номенклатур дел государственных органов и инструкций по делопроизводству в них; согласование положений о центральных экспертных комиссиях и центральных архивах, а также иных нормативных правовых актов в области архивного дела и делопроизводства в государственных органах и подведомственных им организациях; согласование перечней документов, образующихся в процессе деятельности государственных органов, создание, хранение и использование которых должны осуществляться в форме электронных документов при организации внутренней деятельности; меры по обеспечению преимущественного права России на покупку архивных документов, находящихся в частной собственности, в случае их аукционной или комиссионной продажи; контроль за соблюдением сроков возврата архивных документов, временно вывезенных за пределы России; взаимодействие с государственными органами иностранных государств и международными организациями в установленной сфере деятельности; меры по внедрению результатов научно-исследовательской и научно-методической работы в практику архивного дела и делопроизводства; ведомственное статистическое наблюдение в установленной сфере деятельности;
- представляет Президенту России предложения по передаче архивных документов, находящихся в федеральной собственности, в собственность субъектов России или муниципальных образований;
- заключает договоры с государственными органами и организациями, включенными в утверждаемый Правительством России перечень, о сроках и условиях депозитарного хранения документов Архивного фонда России и об использовании указанных документов;
- осуществляет руководство деятельностью подведомственных организаций, а также контроль их деятельности, включая проверки финансово-хозяйственной деятельности и использования имущественного комплекса.
- Обеспечивает реализацию принципов открытости деятельности Росархива.
- Осуществляет прием граждан России, иностранных граждан и лиц без гражданства, обеспечивает своевременное рассмотрение их устных и письменных обращений, принятие решений по таким обращениям и направление заявителям ответов в установленный законодательством России срок.
- Организует и обеспечивает мобилизационную подготовку и мобилизацию Росархива, а также контроль и координацию деятельности в области мобилизационной подготовки и мобилизации подведомственных организаций.
- Осуществляет организацию и ведение гражданской обороны в Росархиве, а также контроль и координацию деятельности подведомственных организаций по выполнению ими полномочий в области гражданской обороны.
- Организует дополнительное профессиональное образование работников Росархива.
- Осуществляет в соответствии с законодательством России работу по комплектованию, хранению, учёту и использованию архивных документов, образовавшихся в процессе деятельности Росархива.
- Обеспечивает в пределах своей компетенции защиту сведений, составляющих государственную тайну.
- Организует разработку проектной документации, осуществляет в установленном порядке финансирование строительства объектов подведомственных организаций, подготавливает предложения о передаче им, распределении и перераспределении между ними помещений и другого имущества в целях улучшения сохранности, комплектования и использования документов Архивного фонда России.
- Принимает участие в работе ликвидационных комиссий федеральных органов государственной власти.
- Участвует в установленном порядке в качестве представителя работодателя в разработке, заключении и выполнении отраслевого тарифного соглашения, содействует решению вопросов улучшения условий труда работников подведомственных организаций и их социальной защиты.
- Осуществляет иные полномочия в установленной сфере деятельности, если это предусмотрено федеральными законами, нормативными правовыми актами Президента России и Правительства России.
- Имеет право: 1) запрашивать и получать в установленном порядке сведения, необходимые для принятия решений по вопросам, относящимся к компетенции Росархива; 2) согласовывать отраслевые стандарты, инструкции и образовательные программы в области архивного дела и делопроизводства, разрабатываемые государственными органами; 3) направлять в установленном порядке работников Росархива в рамках выполнения ими своих должностных обязанностей в архивы и подразделения делопроизводства государственных органов и организаций независимо от их организационно-правовой формы; 4) привлекать в установленном порядке к решению вопросов, относящихся к компетенции Росархива, научные и иные организации, ученых и специалистов; 5) давать физическим и юридическим лицам разъяснения по вопросам, относящимся к компетенции Росархива; 6) создавать совещательные и экспертные органы (советы, комиссии, группы, коллегии) в установленной сфере деятельности; 7) разрабатывать, создавать и эксплуатировать информационные системы в установленной сфере деятельности; 8) проводить конкурсы работ в области архивоведения, документоведения и археографии, а также конкурсы профессионального мастерства среди работников организаций, осуществляющих деятельность в сфере архивного дела и делопроизводства[6].

## Руководитель агентства
- Козлов Владимир Петрович — с 13 марта 2004 года по 19 августа 2009 года[7].
- Артизов Андрей Николаевич — с 14 декабря 2009 года (с 19 августа 2009 г. — и. о.)[8].

## Учреждения, подчиняющиеся Федеральному архивному агентству
- 16 федеральных государственных архивов (государственных архивов федерального уровня):

1. Государственный архив России* (ГА РФ), г. Москва
2. Российский государственный архив древних актов* (РГАДА), г. Москва
3. Российский государственный исторический архив* (РГИА), г. Санкт-Петербург
4. Российский государственный военно-исторический архив* (РГВИА), г. Москва
5. Российский государственный архив военно-морского флота (РГАВМФ), г. Санкт-Петербург
6. Российский государственный архив социально-политической истории (РГАСПИ), г. Москва
7. Российский государственный архив новейшей истории (РГАНИ), г. Москва
8. Российский государственный исторический архив Дальнего Востока (РГИАДВ), г. Владивосток
9. Российский государственный архив научно-технической документации (РГАНТД), г. Москва
10. Российский государственный архив в г. Самаре (РГА в г. Самаре)
11. Российский государственный архив кинофотодокументов* (РГАКФД), МО, г. Красногорск
12. Российский государственный архив фонодокументов (РГАФД), г. Москва
13. Российский государственный архив литературы и искусства* (РГАЛИ), г. Москва
14. Российский государственный архив экономики (РГАЭ), г. Москва
15. Российский государственный военный архив (РГВА), г. Москва
16. Центр хранения страхового фонда (ЦХСФ), Тюменская обл., г. Ялуторовск

- Всероссийский научно-исследовательский институт документоведения и архивного дела (ВНИИДАД);
- Объединение по эксплуатации и техническому обслуживанию федеральных архивов (ОЭТО Росархива).

## Органы управления архивным делом в субъектах России
Подчиняются администрациям своих субъектов федерации (например, Правительству Москвы, Правительству Санкт-Петербурга, Администрации Смоленской области и т. п.
Республики РФ
- Управление по делам архивов Республики Адыгея
- Комитет по делам архивов Республики Алтай
- Управление по делам архивов Республики Башкортостан
- Комитет архивного дела и организационного обеспечения Министерства культуры Республики Бурятия
- Управление Правительства Республики Дагестан по делам архивов
- Государственная архивная служба Республики Ингушетия
- Архивная служба Кабардино-Балкарской Республики
- Отдел по делам архивов министерства образования, культуры и науки Республики Калмыкия
- Управление Карачаево-Черкесской республики по делам архивов
- Министерство культуры Республики Карелия[9]
- Государственный комитет по делам архивов Республики Крым
- Архивное агентство Республики Коми
- Комитет Республики Марий Эл по делам архивов
- Республиканская архивная служба Республики Мордовия
- Комитет государственной архивной службы при Правительстве Республики Саха (Якутия)
- Архивная служба Республики Северная Осетия-Алания
- Главное архивное управление при Кабинете Министров Республики Татарстан
- Архивное агентство Республики Тыва
- Комитет по делам архивов при Правительстве Удмуртской Республики
- Отдел по делам архивов Министерства культуры Республики Хакасия
- Архивное управление правительства Чеченской Республики
- Отдел по делам архивов министерства культуры, по делам национальностей, информационной политики и архивного дела Чувашской республики

Края РФ
- Управление Алтайского края по культуре и архивному делу
- Отдел архивного дела министерства культуры Забайкальского края
- Агентство по делам архивов Камчатского края
- Управление по делам архивов Краснодарского края
- Архивное агентство администрации Красноярского края
- Агентство по делам архивов Пермского края
- Архивный отдел Приморского края
- Комитет Ставропольского края по делам архивов
- Управление по делам архивов правительства Хабаровского края

Области РФ
- Управление по делам архивов министерства культуры и архивного дела Амурской области
- Управление по делам архивов администрации Архангельской области
- Агентство по делам архивов Астраханской области
- Архивный отдел администрации Белгородской области
- Управление по делам архивов Брянской области
- Архивный отдел администрации Владимирской области
- Комитет по управлению архивами администрации Волгоградской области
- Управление по делам архивов Вологодской области
- Архивный отдел Воронежской области
- Управление по делам архивов Ивановской области
- Архивное управление Иркутской области
- Отдел культурного наследия и архивов Министерства культуры Калининградской области
- Управление по делам архивов Калужской области
- Архивное управление Администрации Кемеровской области
- Управление по делам архивов Кировской области
- Комитет по делам архивов администрации Костромской области
- Комитет по управлению архивами Курганской области
- Архивное управление Курской области
- Архивный комитет Санкт-Петербурга и Ленинградской области
- Управление по делам архивов Липецкой области
- Архивный отдел администрации Магаданской области
- Управление по делам архивов Московской области
- Архивное управление Мурманской области
- Комитет по делам архивов Нижегородской области
- Архивное управление комитета культуры, туризма и архивного дела Новгородской области
- Управление государственной архивной службы администрации Новосибирской области
- Архивное управление Министерства государственно-правового развития Омской области
- Комитет по делам архивов Оренбургской области
- Управление по делам архивов Аппарата Губернатора и Коллегии Орловской области
- Комитет по делам архивов Пензенской области
- Государственное архивное управление Псковской области
- Комитет по управлению архивным делом администрации Ростовской области
- Архивное управление Рязанской области
- Управление государственной архивной службы Самарской области
- Управление по делам архивов Правительства Саратовской области
- Управление по делам архивов Сахалинской области
- Управление архивами Свердловской области
- Архивное управление департамента Смоленской области по культуре
- Архивный отдел Тамбовской области
- Архивный отдел Тверской области
- Архивное управление Томской области
- Отдел архивного дела министерства культуры Тульской области
- Управление по делам архивов администрации Тюменской области
- Отдел архивного дела департамента культуры и архивного дела Ульяновской области
- Государственный комитет по делам архивов Челябинской области
- Управление по делам архивов правительства Ярославской области

Города федерального значения
- Главное архивное управление г. Москвы
- Архивный комитет Санкт-Петербурга и Ленинградской области
- Управление архивным делом в городе Севастополе Департамента управления делами Губернатора и Правительства Севастополя

Автономные образования
- Департамент культуры правительства Еврейской автономной области
- Территориальный отдел Ненецкого автономного округа Управления по делам архивов Архангельской области
- Управление по делам архивов Ханты-Мансийского автономного округа
- Отдел по делам архивов Аппарата Губернатора и Правительства Чукотского АО
- Управление по делам архивов администрации Ямало-Ненецкого автономного округа

## Ведомственные знаки отличия Федерального архивного агентства
- Нагрудный знак «Почётный архивист». Нагрудным знаком награждаются государственные гражданские служащие Федерального архивного агентства, работники подведомственных организаций и иные лица, имеющие стаж работы в сфере архивного дела не менее 15 лет, внесшие существенный вклад в развитие архивного дела[10].
- Почётная грамота.

## Известные сотрудники
- Елпатьевский Андрей Валерьянович (1931—2010) — заслуженный работник культуры РСФСР.